# Tour du Guet
La tour du Guet est l'un des monuments de Calais. D'une hauteur de 39 mètres, elle jouxte la place d'Armes et la rue de la Paix.

## Origine
La tour du Guet est l'un des plus vieux monuments de Calais, avec l'église Notre-Dame. Certains pensent qu'elle serait une des nombreuses tours à feu que Charlemagne fit construire en 810, afin de protéger le littoral des invasions normandes. D'autres, qu'elle date de 1229, lorsque le comte de Boulogne, Philippe le Hurepel, édifia les fortifications de Calais. On ne trouve les premières traces officielles qu'en 1302.

## Période médiévale
En 1347, de cette tour, le gouverneur de Calais, Jean de Vienne, informa la population calaisienne des conditions de reddition que venait de lui imposer le roi Édouard III d'Angleterre. Elle fut également le témoin du rituel de capitulation de la ville (épisode des six bourgeois de Calais), lors du siège de Calais.
La nuit, les guetteurs répétaient l'heure et la demie, suivie immédiatement d'un coup de corne, confirmant de cette façon la tranquillité de la ville. Les guetteurs devaient avertir de l’ouverture des portes de la ville par cinq coups de cloche. Le moindre défaut de la part des guetteurs pouvait leur valoir la prison. 

## Epoque moderne
Un tremblement de terre, en 1580, fendit la tour en deux, menaçant un moment de s'écrouler totalement. Elle fut relevée vers 1606, et se vit adjoindre à l'est une construction devant servir de halle aux marchands de Calais.
Lorsque Louis XIV tomba gravement malade à Calais en 1658, un jeune garçon d'écurie imprudent mit le feu dans la halle qui servait provisoirement d'écurie royale, du fait de la présence à Calais du roi. Le bâtiment et la charpente de la tour subirent d'importants dégâts causés par l'incendie. Il fallut attendre pas moins de trente années avant que les dégâts ne fussent enfin réparés.
La tour du Guet, comme l'indique son nom, abritait autrefois des guetteurs. En temps de paix ils guidaient les pompiers en leur indiquant la direction du feu. Et en temps de guerre, ils surveillaient le mouvement des troupes ennemies.
En 1770, une cloche identique à l'originale de 1348 fut fondue. Elle permit, comme la précédente, de faire sonner le tocsin. 

## Epoque contemporaine

### XIXesiècle
Abraham Chappe, (un des frères d'Ignace Chappe) installa en 1816, au sommet qui culmine à 39 mètres, un relais de son télégraphe optique. Un côté était dirigé vers Saint-Omer et l'autre vers Boulogne-sur-Mer. Ce poste télégraphique de transmission des nouvelles, qui fut en fonctionnement durant 32 ans, annonça la mort de Napoléon Ier en 1821.
En 1818, la tour du Guet fut aménagée en phare à feu tournant, fonctionnant à l'huile. Pendant la journée, un drapeau de couleur éclatante, hissé à son sommet, indiquait les moments où la marée rendait praticable le port de Calais aux navires qui désiraient y pénétrer. Cette lanterne rendit bien des services aux navires et surtout au port de Calais, jusqu'à son remplacement définitif par l'actuel phare de Calais, le 15 octobre 1848.

### XXesiècle
En 1905, le service de guetteurs prit fin. En 1926, le dernier gardien de la tour fut obligé de la quitter.
La tour du Guet, durant la Première Guerre mondiale, servit de poste d'observation militaire. Puis elle manqua de disparaître sous le déluge des bombardements de 1940 et de 1944 que subit la ville de Calais lors de la Seconde Guerre mondiale.
Cette tour fait l’objet d’un classement au titre des monuments historiques depuis le 6 novembre 1931.
La cloche de 1770 sonna le tocsin et les heures, jusqu'à ce qu'elle fût déposée aux pieds de la tour, en 1970.

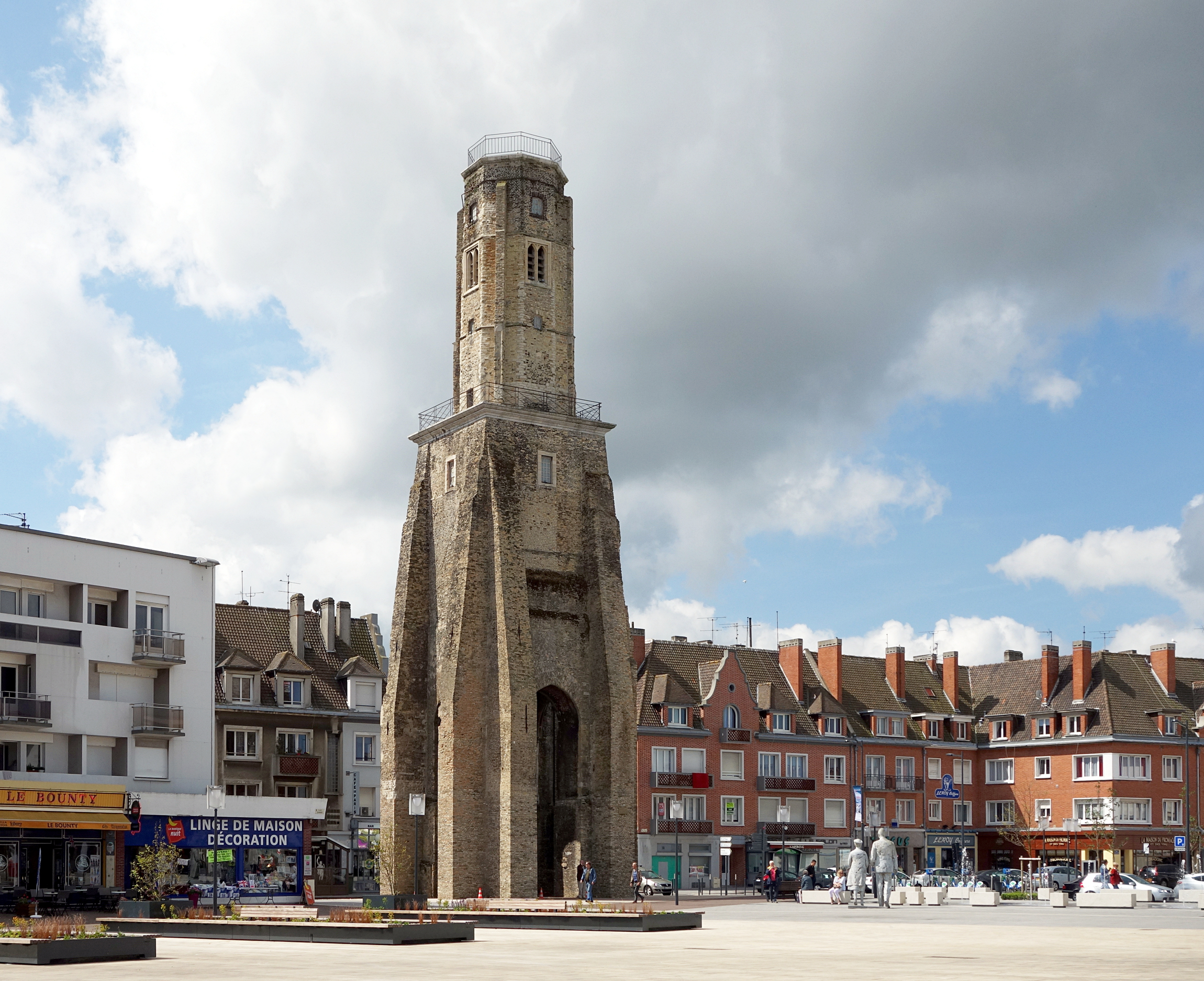
Vue de la place d'Armes.
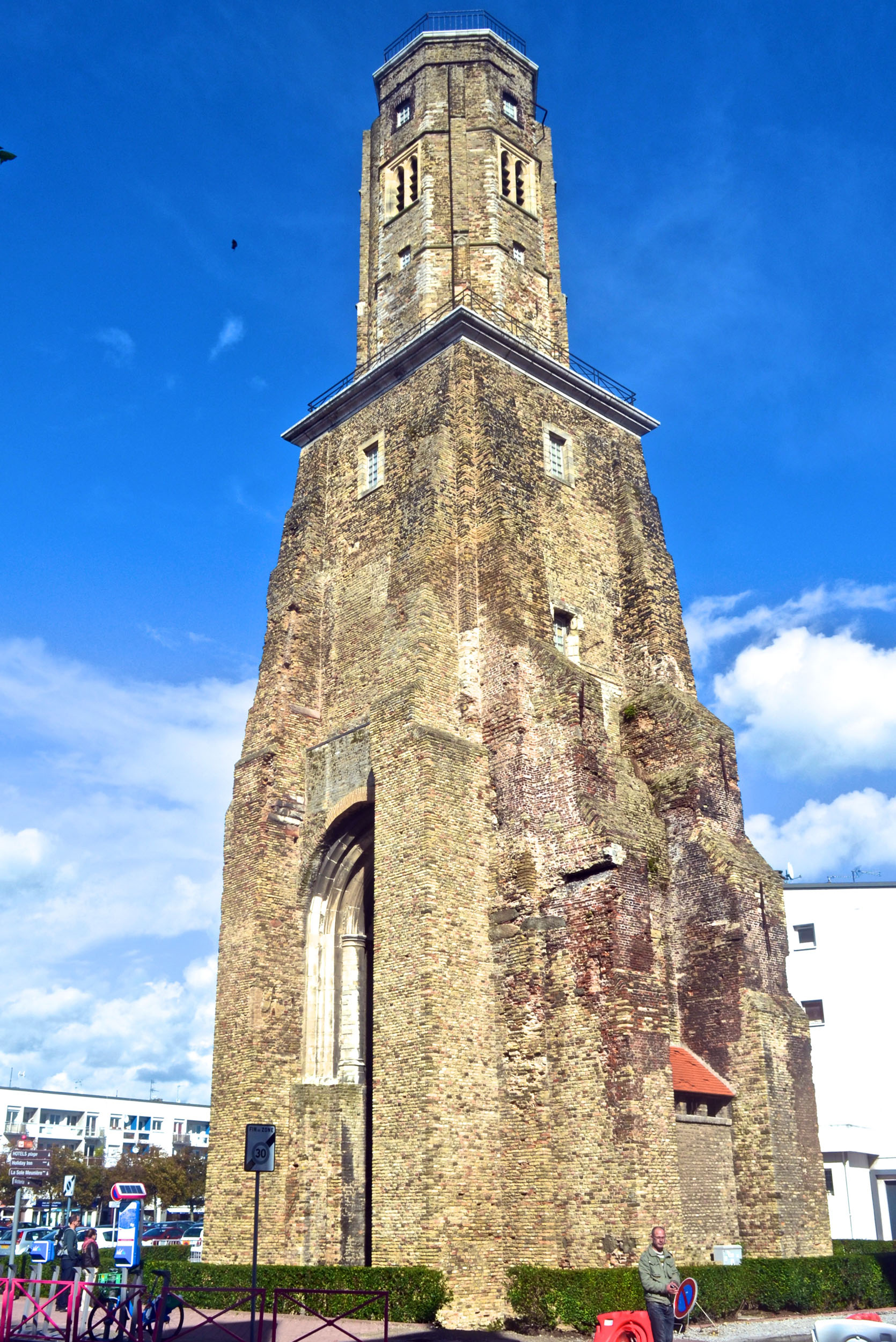
La tour du Guet.
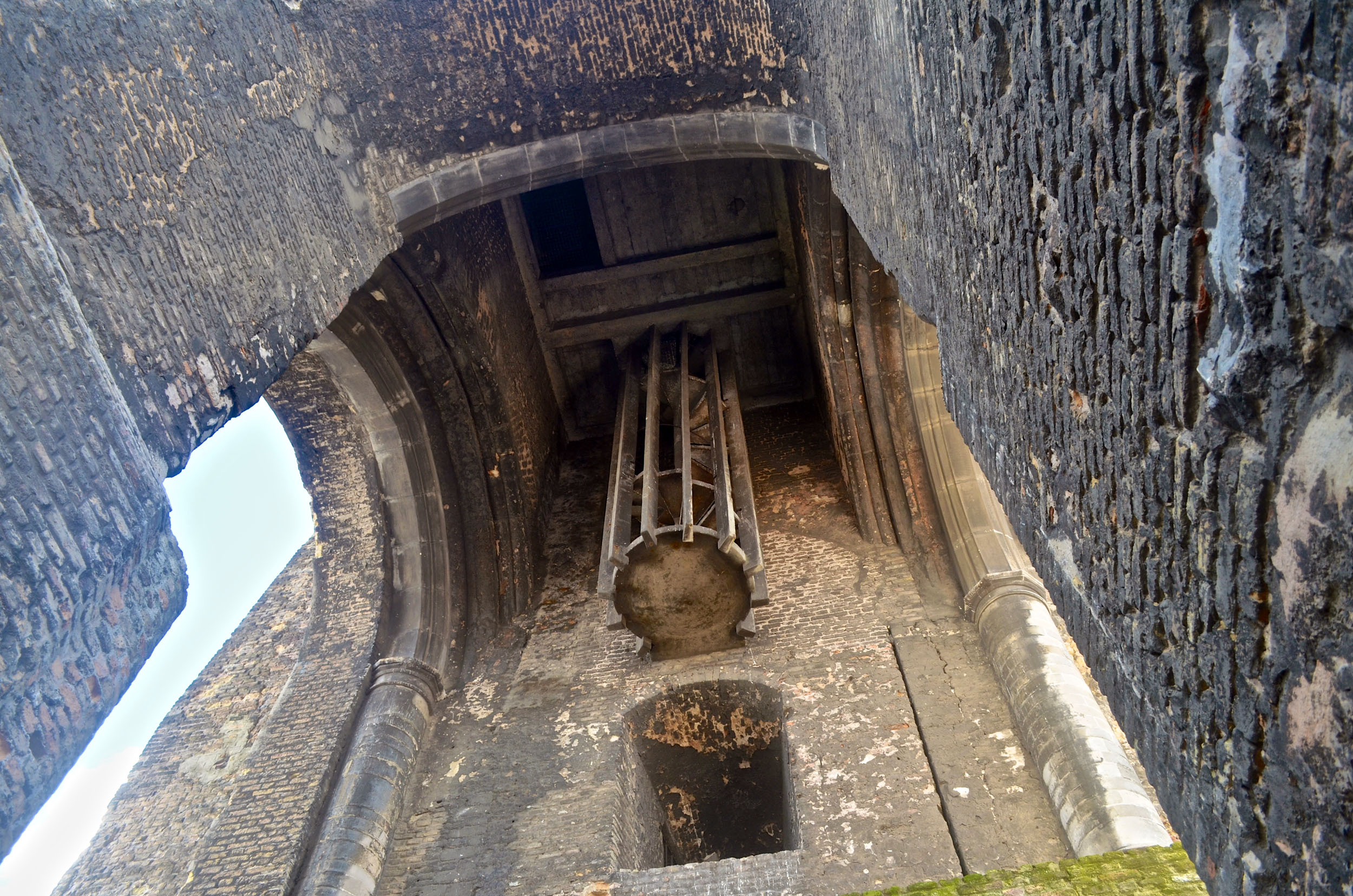
Tour du Guet, intérieur.
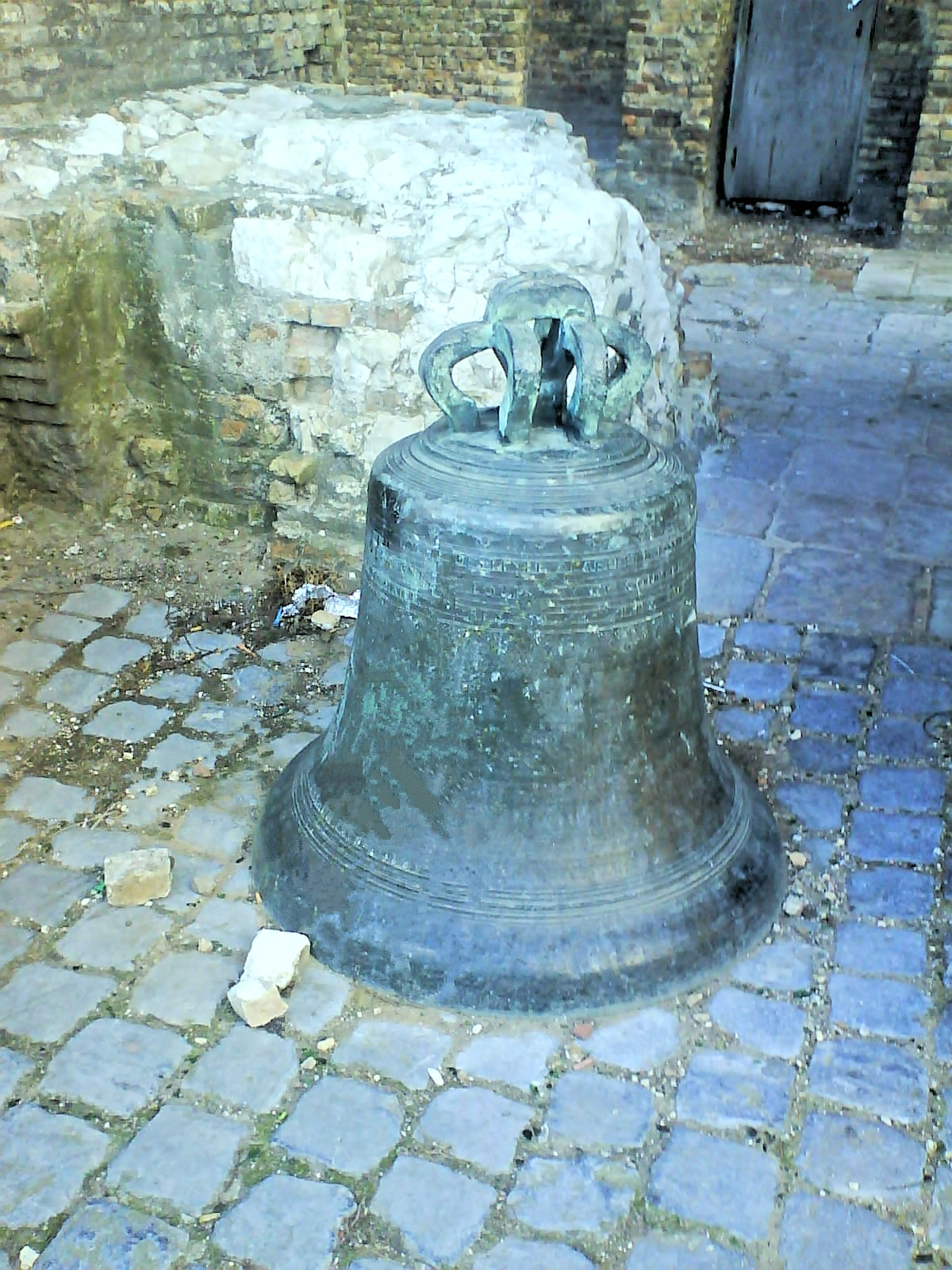
Cloche de la tour du Guet de Calais, 1770.
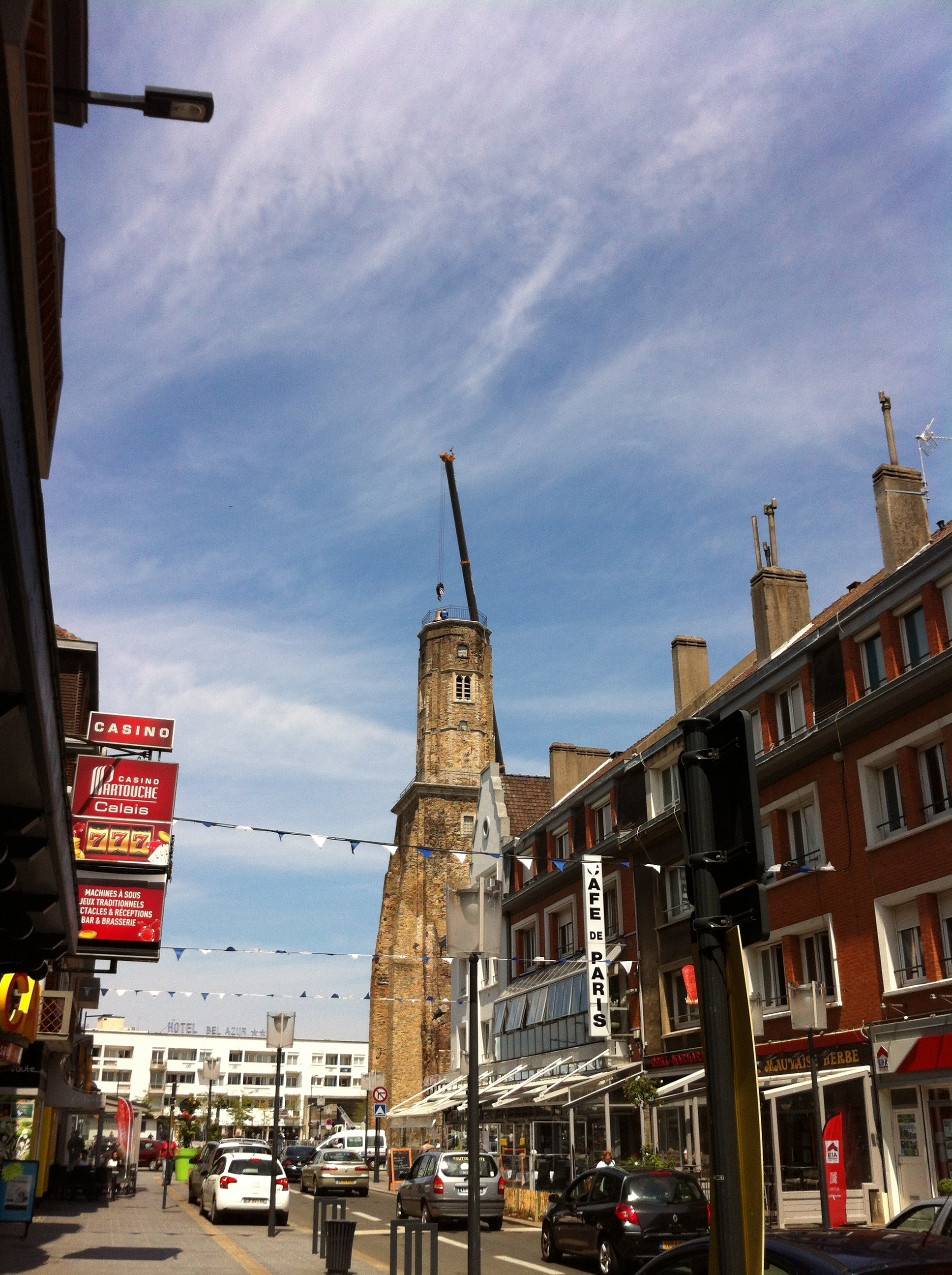
La cloche retrouve sa place.

Le jeudi 18 juin 2015 vers 14 heures et après une restauration d'environ 25 000 €, la cloche retrouve après 45 ans d'attente, son emplacement original au sommet de la tour. Mais pour l'entendre sonner après 45 ans de silence, il faudra attendre les journées du patrimoine qui auront lieu courant septembre 2015. Quelques minutes après son installation, un mât d'une dizaine de mètres fut installé afin de voir flotter de nouveau au sommet de la tour le drapeau à croix latine renversé de la ville de Calais.